# Кюксак-д’Од
Кюкса́к-д’Од (фр. Cuxac-d'Aude) — коммуна во Франции, находится в регионе Лангедок — Руссильон. Департамент коммуны — Од. Входит в состав кантона Курсан. Округ коммуны — Нарбонна.
Код INSEE коммуны — 11116.

## Население
Население коммуны на 2008 год составляло 4375 человек.
| 1962 | 1968 | 1975 | 1982 | 1990 | 1999 | 2008 |
| ---- | ---- | ---- | ---- | ---- | ---- | ---- |
| 2162 | 2314 | 2490 | 3014 | 3998 | 4272 | 4375 |

## Экономика
В 2007 году среди 2702 человек в трудоспособном возрасте (15—64 лет) 1788 были экономически активными, 914 — неактивными (показатель активности — 66,2 %, в 1999 году было 64,9 %). Из 1788 активных работали 1528 человек (807 мужчин и 721 женщина), безработных было 260 (108 мужчин и 152 женщины). Среди 914 неактивных 232 человека были учениками или студентами, 312 — пенсионерами, 370 были неактивными по другим причинам.